# Bob van den Bos
Bob Roland Aaro van den Bos (ur. 19 grudnia 1947 w Hadze) – holenderski polityk, politolog, poseł i senator krajowy, deputowany do Parlamentu Europejskiego V kadencji.

## Życiorys
Ukończył w 1974 studia politologiczne na Uniwersytecie Amsterdamskim. W 2008 na Uniwersytecie w Lejdzie uzyskał doktorat z zakresu nauk politycznych.
Pracował jako nauczyciel historii, następnie niezależny politolog, specjalista ds. międzynarodowych. Zaangażował się w działalność liberalnej partii Demokraci 66. Od 1986 do 1987 i od 1991 do 1994 sprawował mandat senatora w Eerste Kamer. Następnie do 1998 był posłem do Tweede Kamer, niższej izby Stanów Generalnych.
W wyborach w 1999 z ramienia Demokratów 66 uzyskał mandat posła do Parlamentu Europejskiego V kadencji. Należał do grupy liberalnej, pracował m.in. w Komisji Spraw Zagranicznych, Praw Człowieka, Wspólnego Bezpieczeństwa i Polityki Obronnej. W PE zasiadał do 2004.
Powrócił następnie do pracy zawodowej. Od 2005 do 2008 zasiadał w zarządzie holenderskiego oddziału Amnesty International.
Odznaczony Orderem Oranje-Nassau.